# Wat Chaloem Phra Kiat

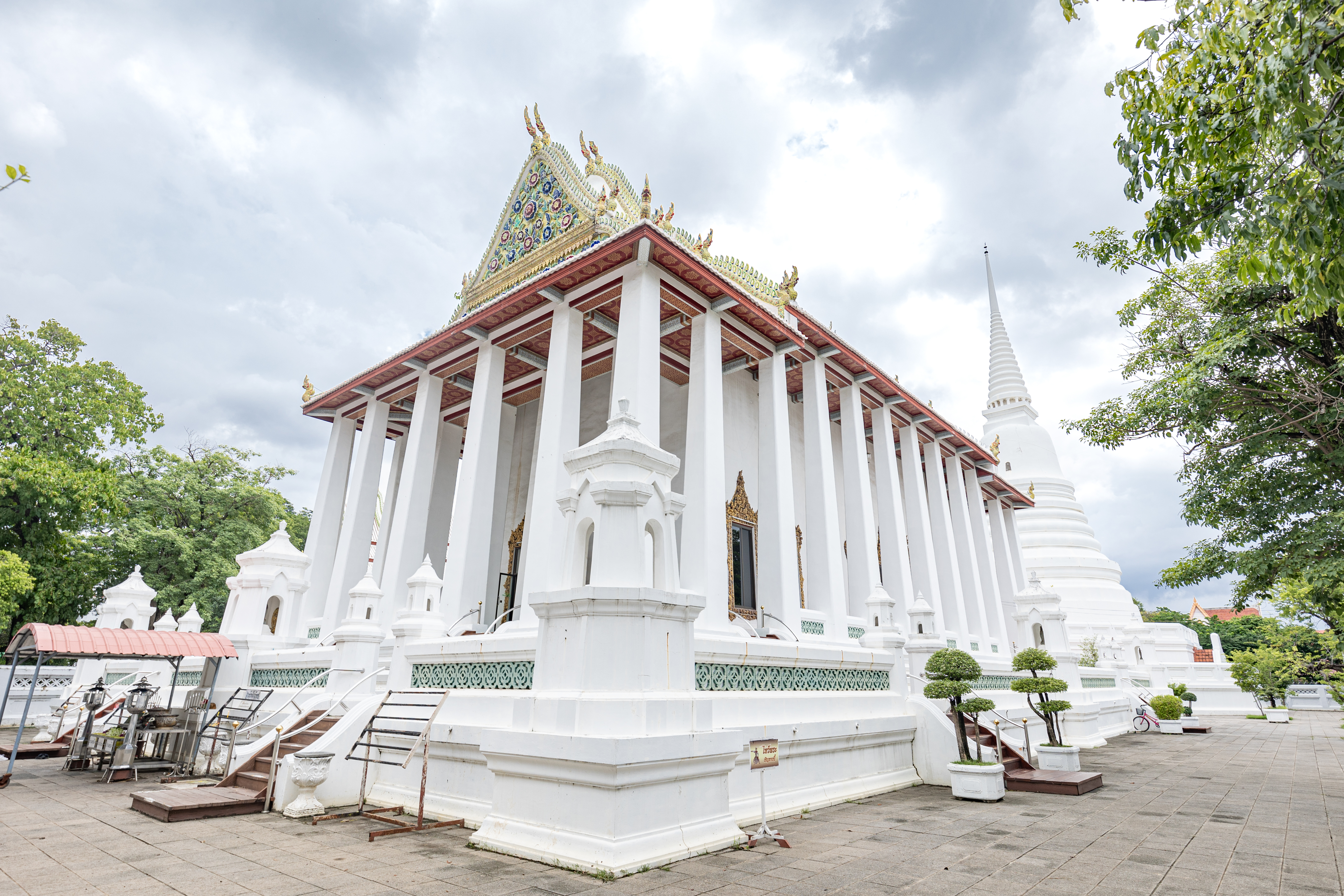
Wat Chaloem Phra Kiat

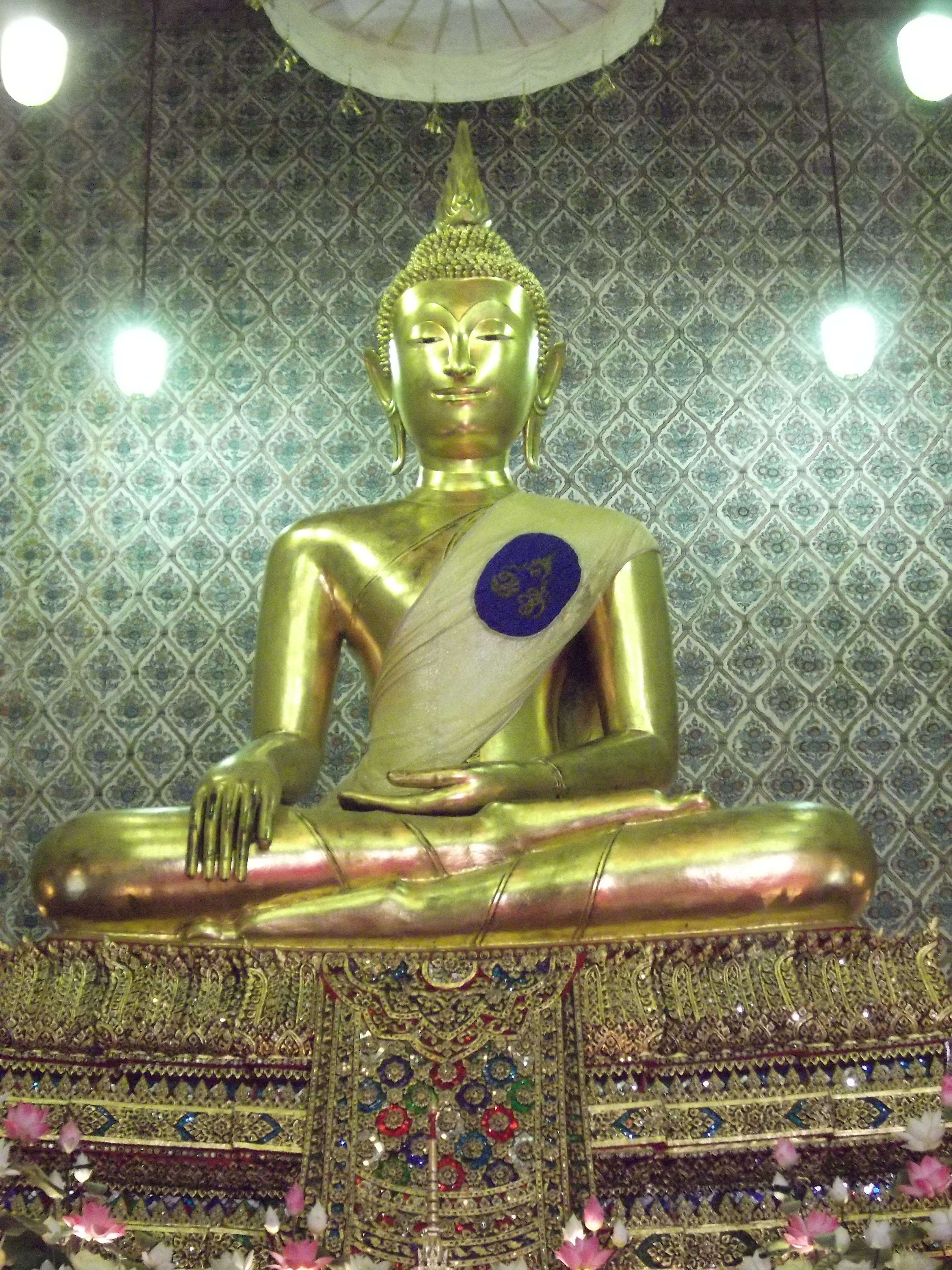
Buddhabildnis Phra Phuttha-mahalokaphinantapatima

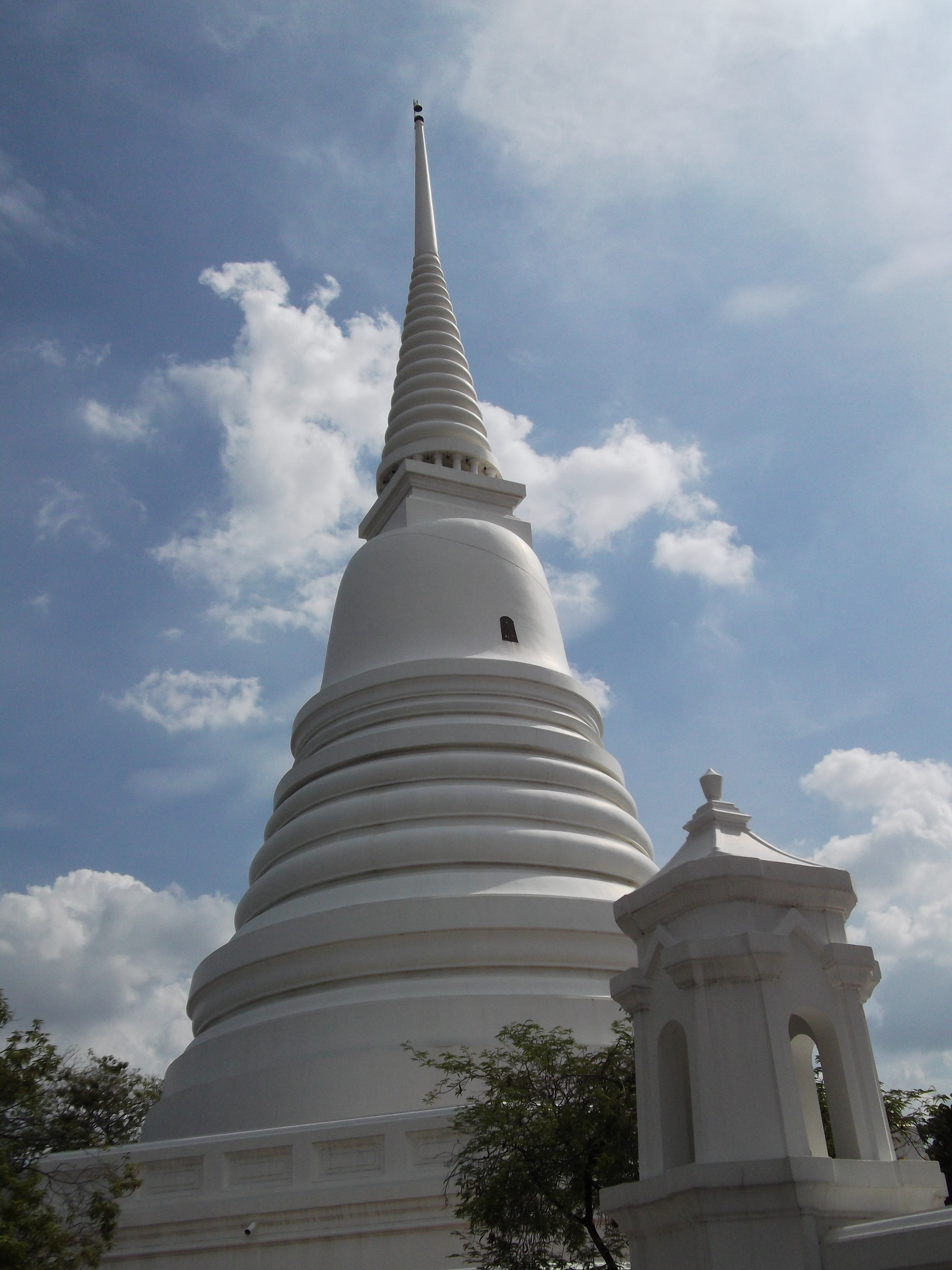
Chedi

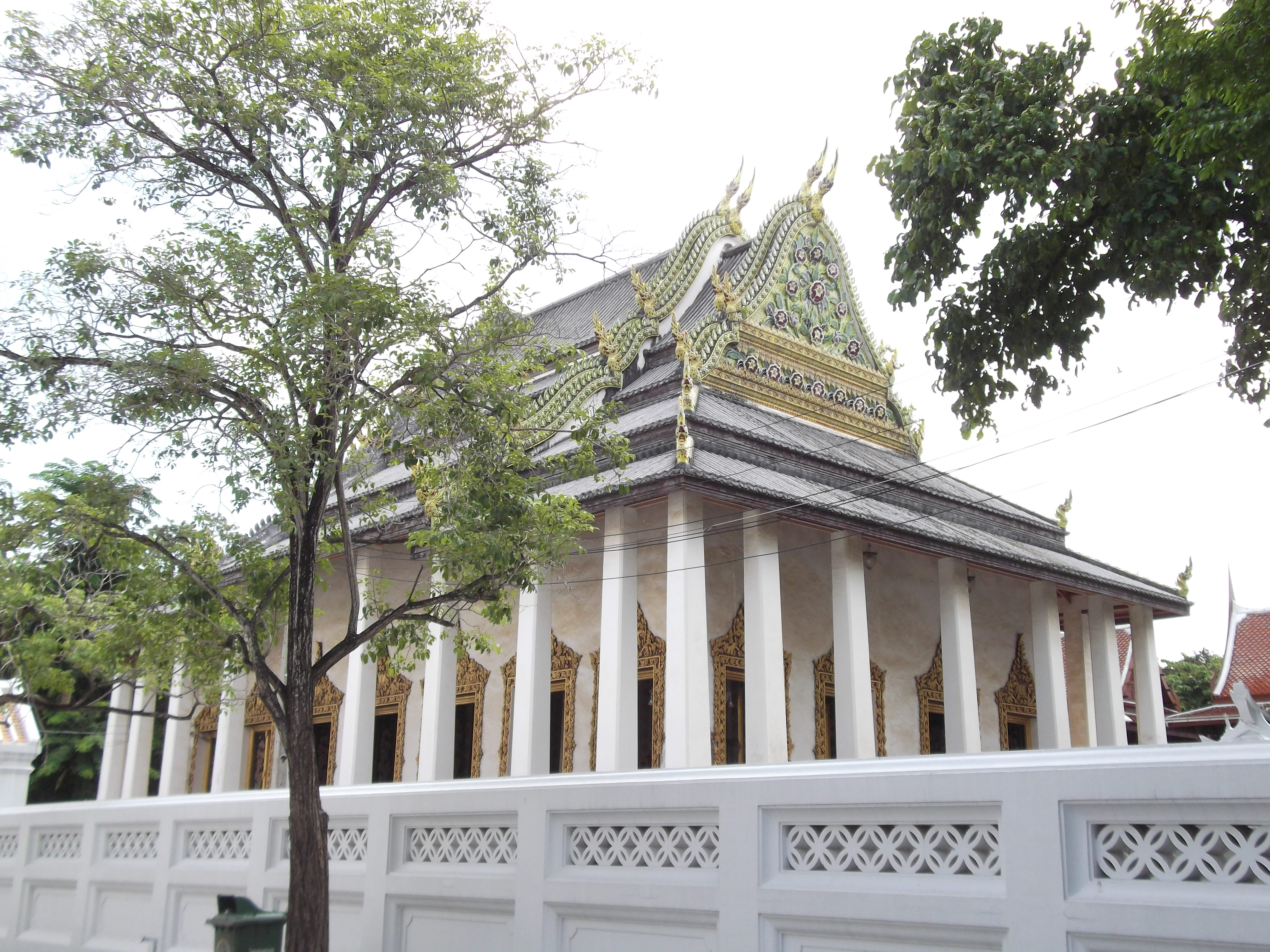

Der Wat Chaloem Phra Kiat Worawihan (thailändisch วัดเฉลิมพระเกียรติวรวิหาร) ist eine buddhistische Tempelanlage (Wat) im Landkreis Mueang Nonthaburi der Provinz Nonthaburi in Zentralthailand.
Wat Chaloem Phra Kiat ist ein Königlicher Tempel Zweiter Klasse.

## Lage
Der Wat Chaloem Phra Kiat liegt nördlich am Ufer des Mae Nam Chao Phraya (Chao-Phraya-Fluss) an der gleichnamigen Anlegestelle für Longtail-Boote.

## Baugeschichte
Der Wat Chaloem Phra Kiat wurde auf Anordnung von König Phra Nang Klao (Rama III.) mit Baumaterialien erbaut, die von einem an gleicher Stelle befindlichen Fort aus der Zeit von König Narai (reg. 1656–1688) stammten. Der Tempel erinnert an die Mutter und die Großeltern des Königs, die nahe diesem Ort lebten. Die äußeren Mauern des Tempels, insbesondere die dem Fluss zugewandten, wirken immer noch wie eine Festung.
Wat Chaloem Phra Kiat besitzt einen großen Ubosot (Ordinationshalle), der von zwei kleineren Wihan (Gebetshalle) flankiert wird. Ein weißer Chedi hinter dem Ubosot wurde von König Mongkut (Rama IV.) errichtet, der von 1851 bis 1868 regierte.

## Sehenswürdigkeiten
Folgende Sehenswürdigkeiten befinden sich im Bereich des Wat Chaloem Phra Kiat:
- Die Dächer des Ubosot und der beiden Wihan sind reich mit Porzellankacheln verziert, was ihnen einen chinesischen Anstrich gibt, wie er seinerzeit geschätzt wurde. Die Türen sind mit einfachen aber eleganten Mustern auf schwarzem Lack (Schwarzgoldlack-Malerei) geschmückt.
- Innerhalb des Ubosot befinden sich Wandmalereien sowie Fotos der königlichen Familie bei ihren zahlreichen Besuchen des Tempels.